# Teatro Feronia
Il teatro Feronia è un teatro di San Severino Marche.

## Storia
Finito di costruire nel 1747 e chiamato inizialmente Teatro dei Condomini, ha assunto la denominazione odierna il 31 maggio 1828, quando venne deciso da alcuni aristocratici di San Severino Marche di intitolarlo alla dea Feronia, alla quale era dedicato un tempio che sorgeva nella vallata del fiume Potenza.

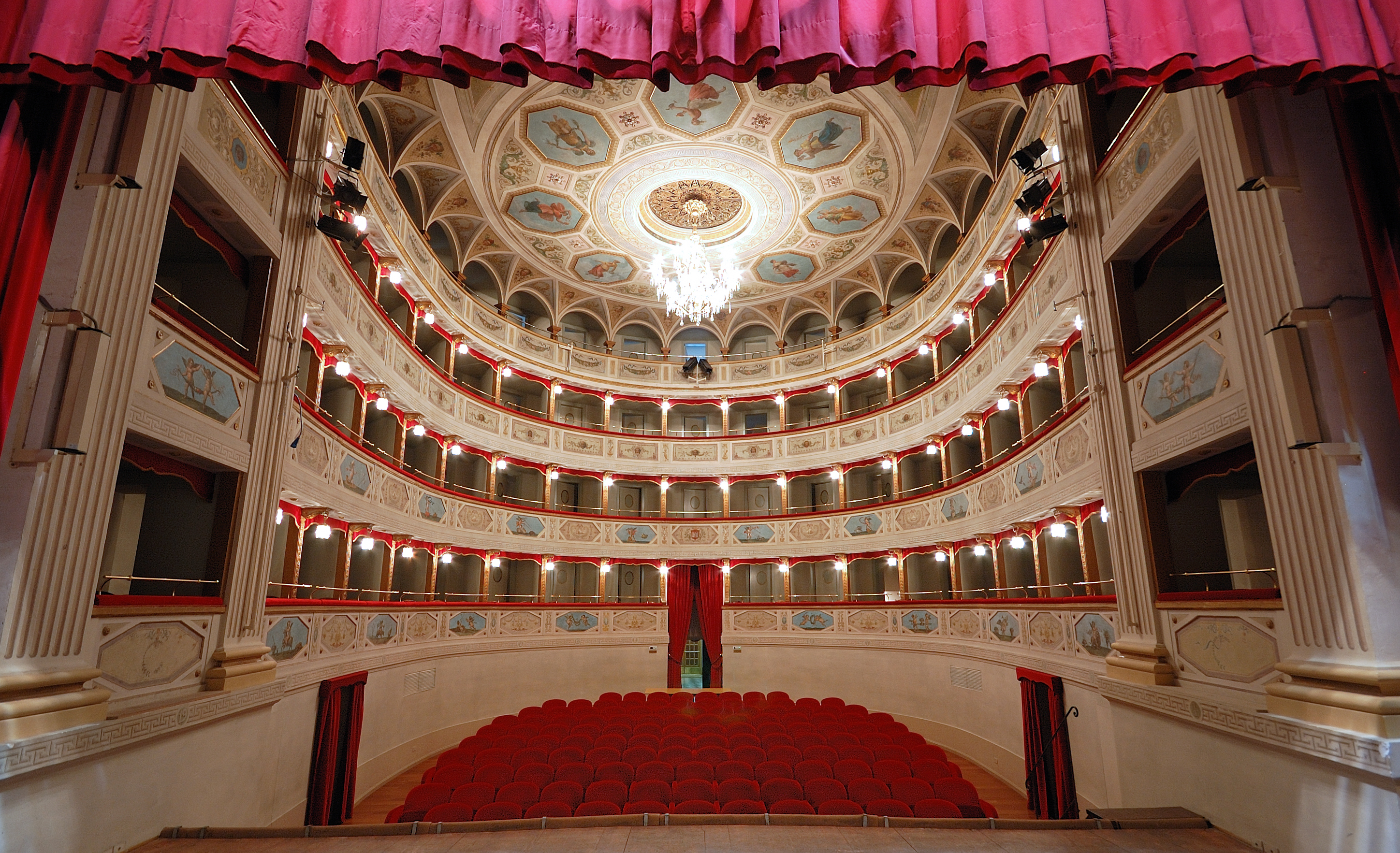
Interno del teatro

Dopo la demolizione del Palazzo Consolare, la cittadina marchigiana rimase priva di un teatro pubblico, cosicché si decise di costruirne uno verso la metà del '700, affidando il progetto a Domenico Bianconi, che ne disegnò una struttura in legno. Tuttavia a causa del materiale incendiabile, la struttura venne considerata pericolante, e fu allora che nel 1823 si decise per una ricostruzione in muratura, che venne condotta dal concittadino Ireneo Aleandri. All'interno del teatro si trovano decorazioni pittoriche eseguite, tra gli altri, da Filippo Bigioli.
Una volta terminati i primi lavori di ristrutturazione, il teatro nel suo moderno disegno venne inaugurato con l'esecuzione di due opere di Gioachino Rossini.
Il teatro rimase inattivo dal 1961 al 1985 per un intervento di restauro, quando la struttura odierna venne inaugurata il 29 marzo dello stesso anno e per l'occasione si tenne un concerto lirico con la partecipazione del soprano Katia Ricciarelli.